# جام تیم قهرمان جام جهانی فوتبال
جام تیم قهرمان جام جهانی فوتبال، جامی است که به قهرمان جام جهانی فوتبال به عنوان پاداش و یک غنیمت اهدا می‌گردد و کنفدراسیون آن کشور وظیفهٔ نگهداری و محافظت از آن را برعهده دارد.
پیش از افتتاحیهٔ جام جهانی فوتبال ۱۹۳۰ در اروگوئه، کنفدراسیون بین‌المللی فوتبال (فیفا) قانونی را تصویب‌کرد که قهرمان جام جهانی فوتبال جامی را به عنوان هدیه، پاداش بگیرد. مجسمه‌سازی فرانسوی به‌نام آبل لافلئور طرح خود را ارائه‌کرد و فیفا آن را پذیرفت. در سال ۱۹۴۶، این جام به ژول ریمه که رئیس فیفا و ایده‌پرداز برگزاری جام جهانی فوتبال بود، تغییر نام یافت. پس از سومین قهرمانی تیم ملی فوتبال برزیل در جام جهانی فوتبال ۱۹۷۰، جام مذکور به‌طور دائم به کنفدراسیون فوتبال برزیل سپرده شد تا جام دیگری را جایگزین کنند. جام ژول ریمه که در اختیار برزیلی‌ها بود در سال ۱۹۸۳ به سرقت رفت و هرگز پیدا نشد.
جام بعدی و کنونی با نام «جام تیم قهرمان جام جهانی فوتبال» از سوی هنرمند ایتالیایی، سیلویو گاتزانیگا در جام جهانی فوتبال ۱۹۷۴ معرفی شد.
تاکنون تیم‌های ملی برزیل (۵ بار)، ایتالیا (۴ بار)، آلمان (۴ بار)، آرژانتین (۳ بار)، اروگوئه (۲ بار)، فرانسه (۲ بار)، انگلستان (۱ بار) و اسپانیا (۱ بار) در مجموع برنده این جایزه شده‌اند. دارنده کنونی این جام آرژانتین، قهرمان جام جهانی ۲۰۲۲ است.

## جایزه ژول ریمه
دوسال پیش از افتتاحیهٔ جام جهانی فوتبال ۱۹۳۰، فیفا قانونی را به تصویب‌رساند که طی آن، باید جامی به برندهٔ جام جهانی فوتبال اهدا می‌گردید. این جام را یک مجسمه‌ساز فرانسوی به نام آبل لافلئور طراحی‌کرد و ساخت. این جام از سال ۱۹۳۰ تا ۱۹۷۰ به تیم قهرمان جام جهانی اهدا می‌شد. نام اصلی این جام «پیروزی» بود و با نام «کوپ د موند» (به فرانسوی: Coupe du Monde) به‌معنای «جام جهانی» نیز شناخته می‌شد و در سال ۱۹۴۶، به‌افتخار ژول ریمه، رئیس فیفا که برگزاری مسابقات جام جهانی را سازمان‌دهی کرد و در سال ۱۹۵۶ درگذشت، تغییر نام یافت. با قهرمانی تیم ملی فوتبال اروگوئه در جام جهانی ۱۹۳۰ در ۳۰ ژوئیه ۱۹۳۰، این جام برای نخستین‌بار به اتحادیه فوتبال اروگوئه سپرده شد.
جام ژول ریمه با طلای جامد و پایهٔ آبی از جنس سنگ لاجورد ساخته‌شد و ۳٫۸ کیلوگرم وزن و ۳۵ سانتی‌متر قد داشت. پایه آن هشت‌ضلعی بود و نیکه، الههٔ یونانی «پیروزی» به شکل باشکوهی بر آن ایستاده‌بود. در هر چهار طرف پایهٔ جام، صفحاتی طلایی وجود داشت که نام قهرمانان جام‌های جهانی سال‌های ۱۹۳۰ تا ۱۹۷۰ روی آن‌ها حکاکی می‌شد.
دکتر اوتورینو باراسی، معاون ایتالیایی رئیس فیفا و رئیس فدراسیون فوتبال ایتالیا، جام ژول ریمه را در طول جنگ جهانی دوم با خود به رم برد و درون جعبهٔ کفشی زیر تخت خود مخفی‌کرد تا به‌دست نازی‌های آلمانی نیفتد.
این جام پیش از برگزاری فینال جام جهانی ۱۹۶۶ ربوده‌شد. اما سگی به نام «پیکلز» با استفاده از حس بویایی خود، جام را در زیر پرچین باغی در نوروود جنوبی، لندن جنوبی پیدا کرد. سرانجام به دیوید کوربت، صاحب این سگ ۶٬۰۰۰ پوند استرلینگ پاداش داده‌شد و مردی که برای بازگرداندن جام ۱۵٬۰۰۰ پوند استرلینگ خواسته‌بود، به مدت دو سال به زندان افتاد. سپس اتحادیه فوتبال انگلستان به‌عنوان یک اقدام امنیتی، ماکت جام ژول ریمه را ساخت و این ماکت تا جام جهانی ۱۹۷۰ نیز در مواقعی مورد استفاده قرار می‌گرفت. بعدها این ماکت توسط فیفا خریداری و در موزهٔ فوتبال ملی انگلیس به‌نمایش گذاشته‌شد.
پس از سومین قهرمانی تیم ملی فوتبال برزیل در جام جهانی ۱۹۷۰، جام ژول ریمه به عنوان افتخاری از پیش تعیین شده، برای همیشه به کنفدراسیون فوتبال برزیل تعلق گرفت. این جام باری دیگر در ۱۹ دسامبر ۱۹۸۳، هنگامی که در مقر کنفدراسیون فوتبال برزیل در ریو د ژانیرو قرارداشت، ربوده و دیگر هرگز پیدا نشد. اعتقاد گسترده بر این است که احتمالاً در همان دوره ذوب و به فروش رفته‌است. پس از سرقت، ماکتی به دستور کنفدراسیون فوتبال برزیل ساخته و نگهداری شد.

## جایزه جام جهانی فوتبال
پس از قهرمانی برزیل در جام جهانی ۱۹۷۰ مکزیکو سیتی، جام ژول ریمه که به‌طور دائمی در اختیار این تیم قرارگرفت با جامی دیگر برای جام جهانی ۱۹۷۴ جایگزین‌شد. پنجاه و سه طرح توسط کارشناسان هفت کشور به فیفا ارائه‌شد و در پایان، طرح هنرمندی ایتالیایی به‌نام سیلویو گاتزانیگا پذیرفته‌شد. این جام ۳۶ سانتیمتر (۱۴٫۲ اینچ) قد دارد و وزن آن ۶٫۱۷۵ کیلوگرم (۱۳٫۶ پوند) است و از طلای ۱۸ عیار (۷۵٪) ساخته شده‌است. برای هر جام جهانی، سال برگزاری جام و قهرمان جام زیر آن حک می‌شود. پایهٔ جام از دولایه سنگ مالاکیت به قطر ۱۳ سانتی‌متر ساخته‌شده و روی جام، چهرهٔ دو انسان به‌چشم می‌خورد که کرهٔ زمین را نگه داشته‌اند. هزینهٔ جام در زمان گاتزانیگا، حدود ۵۰٬۰۰۰ دلار بوده‌است. ارزش امروزی این جام نیز بیش از ۱۰ میلیون دلار آمریکا است. فرانس بکن‌باوئر، کاپیتان تیم ملی فوتبال آلمان غربی، پس از قهرمانی این تیم در جام جهانی ۱۹۷۴ این جام را برای نخستین‌بار بالای سر برد. گاتزانیگا جام خود را این‌چنین توصیف می‌کند:
| « | خطوطی که از پایه به صورت مارپیچی سرچشمه می‌گیرند نمادی برای تلاش‌کردن و به‌دست آوردن جهان است که تبدیل به دو ورزشکار در لحظه هیجان‌انگیز پیروزی می‌شوند. | » |

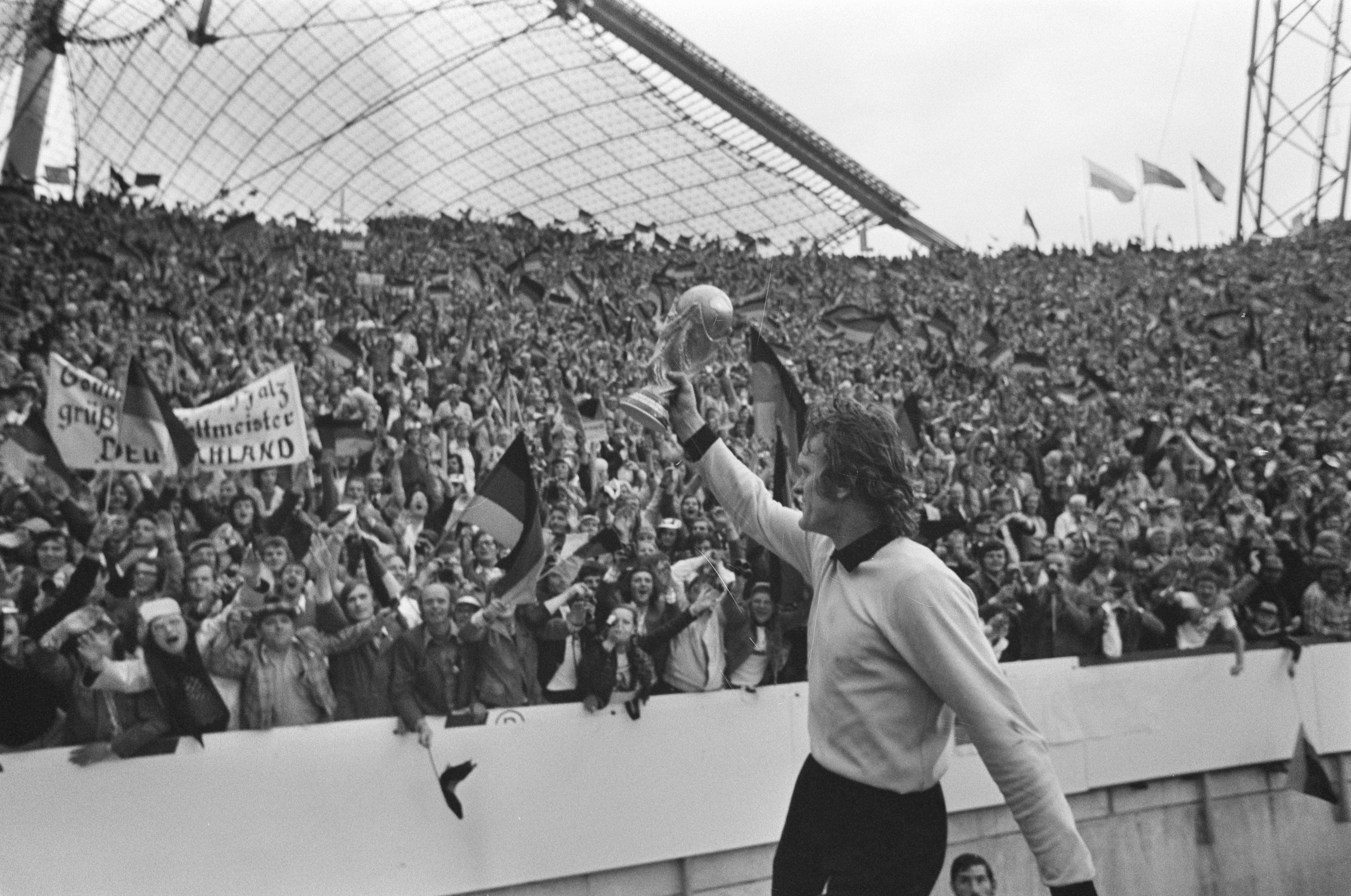
فینال جام جهانی فوتبال ۱۹۷۴، دروازه‌بان سپ مایر با جام

این جام بارها توسط شرکت نوشابه‌سازی کوکاکولا به بیشتر کشورهای جهان رفته‌است. کوکاکولا این اختیار را به تعدادی از طرفداران فوتبال داده‌است که مهم‌ترین جام فوتبال را از نمای نزدیک نگاه‌کنند. در یکی از تورهای جهانی که در ۲۱ سپتامبر ۲۰۰۹ از مقر فیفا در زوریخ آغازشد، این جام به ۸۴ کشور سفر کرد و در مجموع ۱۳۸٬۹۰۲ کیلومتر در راه‌بود که با این مسافت می‌توان سه‌بار دور زمین چرخید.

## برندگان
جایزه ژول ریمه
- برزیل: ۱۹۵۸ (کاپیتان: هیلدرالدو بلینی)،[۲۱] ۱۹۶۲ (کاپیتان: ماورو راموس)،[۲۲] ۱۹۷۰ (کاپیتان: کارلوس آلبرتو تورس)[۲۳]
- اروگوئه: ۱۹۳۰ (کاپیتان: خوزه نازاتسی)،[۲۴] ۱۹۵۰ (کاپیتان: آبدولیو وارلا)[۲۵]
- ایتالیا: ۱۹۳۴ (کاپیتان: جانپیرو کامبی)،[۲۶] ۱۹۳۸ (کاپیتان: جوزپه مئاتزا)[۲۷]
- آلمان غربی: ۱۹۵۴ (کاپیتان: فریتس والتر)[۲۸]
- انگلستان: ۱۹۶۶ (کاپیتان: بابی مور)[۲۹]

جایزه جام جهانی فوتبال
- آلمان غربی: ۱۹۷۴ (کاپیتان: فرانس بکن‌باوئر)،[۳۰] ۱۹۹۰ (کاپیتان: لوتار ماتئوس)[۳۱] و  آلمان: ۲۰۱۴ (کاپیتان: فیلیپ لام)
- آرژانتین: ۱۹۷۸ (کاپیتان: دانیل پاسارلا)،[۳۲] ۱۹۸۶ (کاپیتان: دیگو آرماندو مارادونا)،[۳۳] ۲۰۲۲ (کاپیتان: لیونل مسی)
- ایتالیا: ۱۹۸۲ (کاپیتان: دینو زوف)،[۳۴] ۲۰۰۶ (کاپیتان: فابیو کاناوارو)[۳۵]
- برزیل: ۱۹۹۴ (کاپیتان: کارلوس دونگا)،[۳۶] ۲۰۰۲ (کاپیتان: کافو)[۳۷]
- فرانسه: ۱۹۹۸ (کاپیتان: دیدیه دشان)،[۳۸] ۲۰۱۸ (کاپیتان: هوگو لوریس)
- اسپانیا: ۲۰۱۰ (کاپیتان: ایکر کاسیاس)[۳۹]

| کشور     | جایزه ژول ریمه | جایزه جام جهانی فوتبال | مجموع |
| -------- | -------------- | ---------------------- | ----- |
| برزیل    | ۳              | ۲                      | ۵     |
| آلمان    | ۱              | ۳                      | ۴     |
| ایتالیا  | ۲              | ۲                      | ۴     |
| آرژانتین | ۰              | ۳                      | ۳     |
| فرانسه   | ۰              | ۲                      | ۲     |
| اروگوئه  | ۲              | ۰                      | ۲     |
| انگلستان | ۱              | ۰                      | ۱     |
| اسپانیا  | ۰              | ۱                      | ۱     |
| مجموع    | ۹              | ۱۳                     | ۲۲    |